# 阿布·瓦法环形山
阿布·瓦法环形山（Abul Wafa）是位于月球正面赤道区的一座撞击坑，约形成于39.2-38.5亿年前的酒海纪，其名称取自中世纪阿拉伯最杰出的数学家暨天文学家之一-阿布·瓦法（940年-998年），1970年被国际天文学联合会批准接受

## 描述

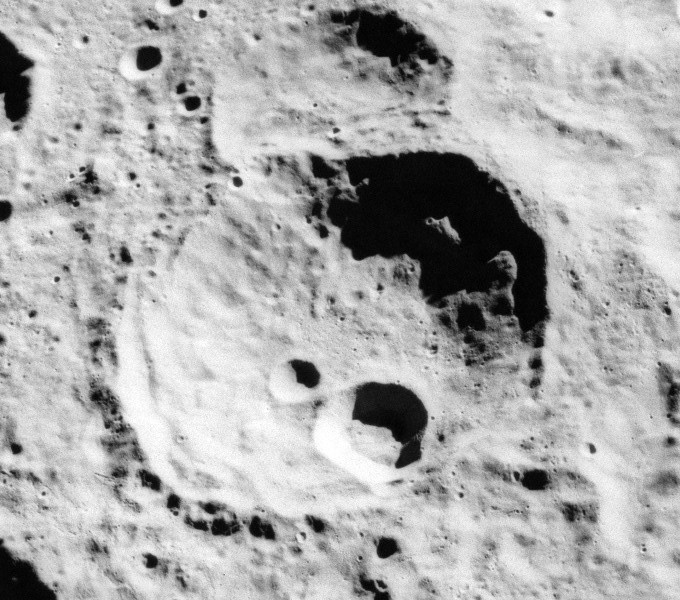
阿波罗16号拍摄的斜视图

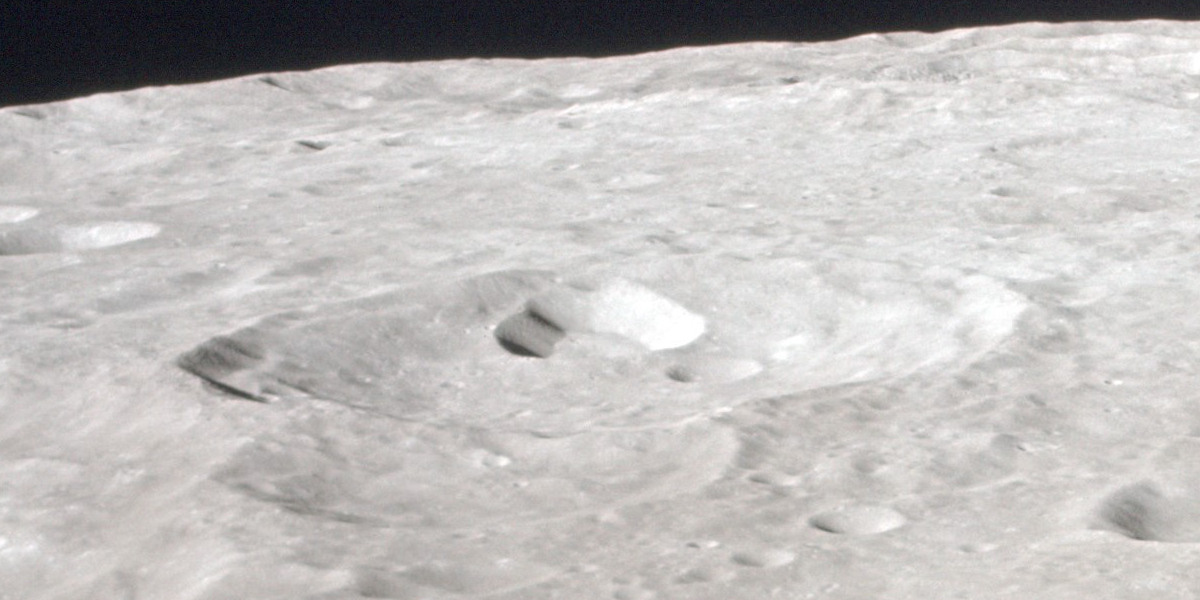
阿波罗12号拍摄的斜视图

该陨坑西北毗邻较小的菲尔索夫环形山、北面坐落了卡恰尔斯基陨石坑和维维亚尼陨石坑，突出的金环形山位于它的东北，东侧则分布有克特西比乌斯陨石坑和希罗陨石坑。
该陨坑中心月面坐标为20°59′S 11°53′E / 20.99°S 11.89°E，直径54.18公里，深约2.41公里。
阿布·瓦法环形山外观轮廓类似一颗他圆形钻石，边缘及内壁因撞击侵蚀而钝化模糊，沿大部分内侧壁分布有一圈凸崖，可能为曾经的阶地结构或坍塌形成的岩屑堆。坑底北部坐落了一座醒目的卫星坑“阿布·瓦法 A”，而西南外壁则连接了另一座较大的卫星坑“阿布·瓦法 C”。阿布·瓦法环形坑壁最大高出周边地形1160米，内部容积约2408.49公里3。坑底表面显示分布有数座小陨坑。

## 卫星环形山
按照惯例，卫星环形山在月表地图上以字母标在卫星环形山的中心，以下是阿布·瓦法环形山的卫星环形山：

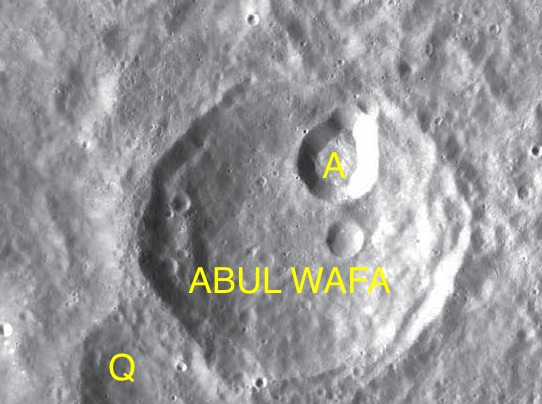
LAC-65 区域图.

| 阿布·瓦法 | 纬度   | 经度     | 直径    |
| --------- | ------ | -------- | ------- |
| A         | 1.4° N | 116.8° E | 16 公里 |
| Q         | 0.2° N | 115.7° E | 30 公里 |

## 延伸阅读
- Andersson, L. E.; Whitaker, E. A. . NASA RP-1097. 1982.
- Blue, Jennifer. . USGS. July 25, 2007  [2007-08-05].
- Bussey, B.; Spudis, P. . New York: Cambridge University Press. 2004. ISBN 0-521-81528-2.
- Cocks, Elijah E.; Cocks, Josiah C. . Tudor Publishers. 1995. ISBN 0-936389-27-3.
- McDowell, Jonathan. . Jonathan's Space Report. July 15, 2007  [2007-10-24].
- Menzel, D. H.; Minnaert, M.; Levin, B.; Dollfus, A.; Bell, B. . Space Science Reviews. 1971-06, 12 (2). Bibcode:1971SSRv...12..136M. ISSN 0038-6308. doi:10.1007/BF00171763 （英语）.
- Moore, Patrick. . Sterling Publishing Co. 2001. ISBN 0-304-35469-4.
- Price, Fred W. . Cambridge University Press. 1988. ISBN 0521335000.
- Rükl, Antonín. . Kalmbach Books. 1990. ISBN 0-913135-17-8.
- Webb, Rev. T. W.  6th revision. Dover. 1962. ISBN 0-486-20917-2.
- Whitaker, Ewen A. . Cambridge University Press. 1999. ISBN 0-521-62248-4.
- Wlasuk, Peter T. . Springer. 2000. ISBN 1852331933.